# ليندا صبح
ليندا داود صبح علي شمعة (1968 في دير دبوان – ) دبلوماسية، وسياسية فلسطينية، تشغل منصب سفير دولة فلسطين المتجول لدى دول بحر الكاريبي وهي غير مقيمة لديها: غيانا وسانت فنسنت وجزر غرينادين وسانت لوسيا وسانت كيتس ونيفيس، ودومينيكا، وغريناد.

## حياتها
وُلدت في بلدة دير دبوان شرق رام الله عام 1968، وعاشت في الولايات المتحدة حيث كانت عملت في الكونغرس الفلسطيني الأمريكي بين عامي 2003 و2006.
بدأت العمل في وزارة الخارجية الفلسطينية في يونيو 2009، وكُلفت بين عامي 2010 و2011 حيث كانت قائمًا بأعمال المفوض الفلسطيني العام لدى كندا، وخلال فترة ولايتها رفضت حكومة ستيفن هاربر الاعتراف بدولة فلسطين. في أكتوبر 2011، شاركت صبح منشورًا على موقع تويتر، تضمن مقطع فيديو لفتاة فلسطينية وهي تقرأ قصيدة اعتبرتها الحكومة الكندية مسيئة لليهود وأعلنت أن صبح غير مرحب بها وطلبت مغادرتها من البلاد. أعربت صبح عن أسفها للحادث وقدمت استقالتها من المنصب. لاحقًا قال صلاح بسملة من كلية الترجمة في جامعة أوتاوا أن القصيدة تتحدث عن محاربة الصهيونية وليس ضد الشعب اليهودي.
لاحقًا انتقلت إلى البعثة الفلسطينية في فنزويلا، وعملت نائبة للسفير عام 2012، وقائمةً بأعمال السفارة بين عامي 2012 و2013.
في 2 أكتوبر 2013، عُينت سفيرةً لدولة فلسطين لدى فنزويلا وكانت بمرتبة مستشار أول. وفي 10 أكتوبر 2013، سلمت أوراق اعتمادها.
وفي عام 2015، تم ترفيعها إلى مرتبة سفير.
في 9 نوفمبر 2016، قدمت صبح أوراق اعتمادها سفيرةً غير مقيمة لدولة فلسطين لدى غيانا.
في مارس 2017، سلمت أوراق اعتمادها سفيرةً غير مقيمة لدولة فلسطين لدى سانت فنسنت وجزر غرينادين.
في 30 أكتوبر 2018، سلمت أوراق اعتمادها سفيرةً غير مقيمة لدولة فلسطين لدى سانت لوسيا.
سلمت في 13 فبراير 2020 أوراق اعتمادها سفيرةً غير مقيمة لدولة فلسطين لدى سانت كيتس ونيفس.
في ديسمبر 2021، سلمت أوراق اعتمادها سفيرةً غير مقيمة لدولة فلسطين لدى دومينيكا.
كما سلمت في 11 نوفمبر 2022 أوراق اعتمادها سفيرةً غير مقيمة لدولة فلسطين لدى غرينادا.
سلمت في 30 أكتوبر 2024 أوراق اعتمادها سفيرةً غير مقيمة لدولة فلسطين لدى أنتيغوا وباربودا.
سلمت في 19 فبراير 2025 أوراق اعتمادها سفيرةً غير مقيمة لدولة فلسطين لدى جمهورية بربادوس.

## أوسمة
- في 7 سبتمبر 2014، قلدها حاكم ولاية ميريدا أللكسيس راميرز وسام السادس عشر من سبتمبر.[12]
- في 12 مارس 2016، منحتها ولاية فالكون الفنزويلية وسام مواطن الشرف خلال فعالية إحياء يوم المرأة العالمي.[13]
- في يناير 2020، قلدها الرئيس الفنزويلي نيكولاس مادورو وسام فرانسيسكو دي ميراندا بأعلى درجاته.[14]